# Miike-Kohlebergwerk

Karte

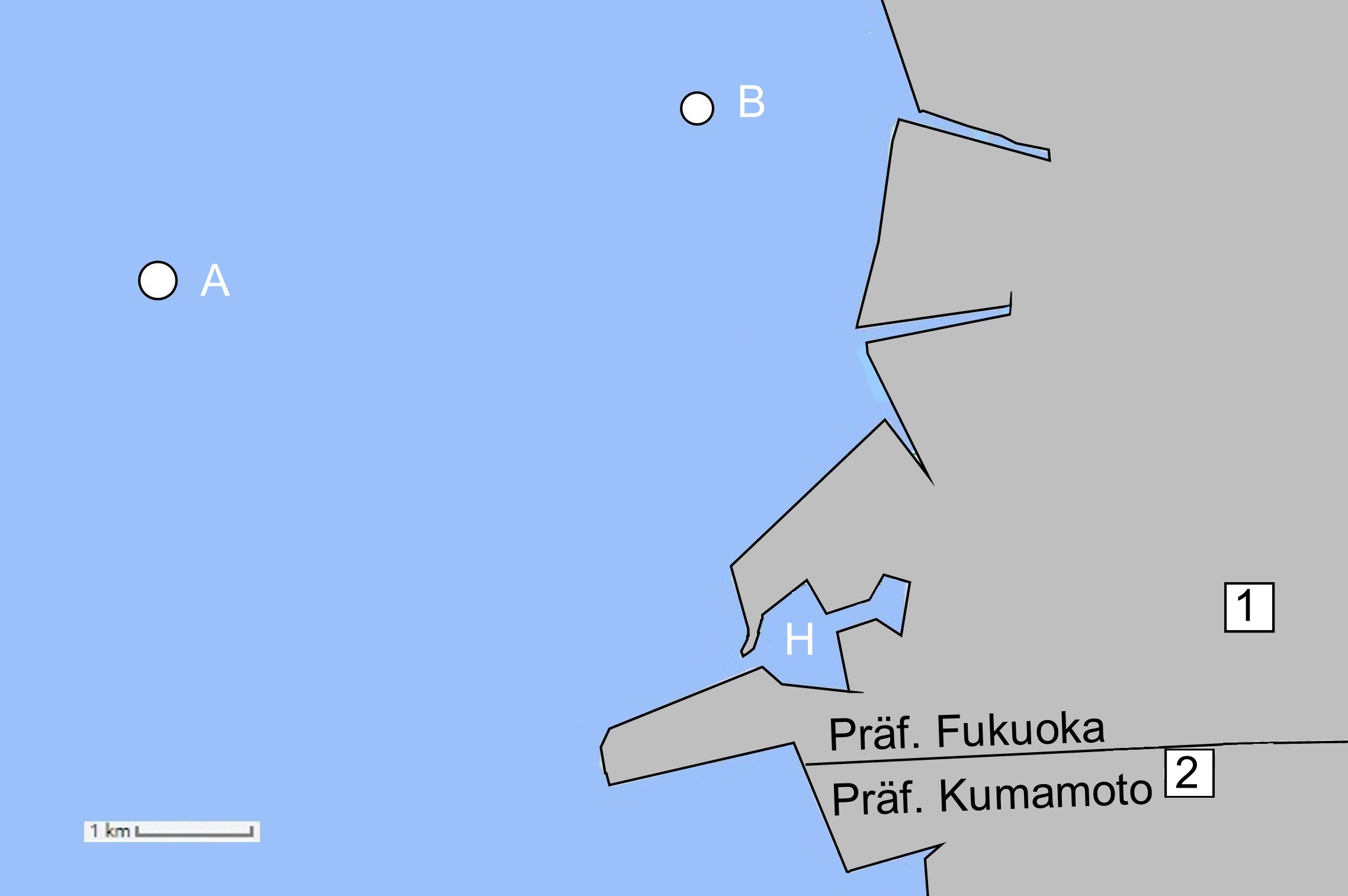
1: Miyahara-Grube, 2: Manda-Gruben, A:Hatsushima, B: Miikeshima, H: Hafen

Das Miike-Kohlebergwerk (japanisch 三池炭鉱 Miike tankō) war ein japanisches Kohlebergwerk auf Kyūshū an der Präfekturgrenze von Kumamoto und Fukuoka.

## Übersicht
1469 soll das Kohlevorkommen von einem Bauern aus dem Dorf Inari (稲荷村) im Landkreis Miike (三池郡) entdeckt worden sein, als er sah, wie ein Lagerfeuer einen schwarzen Stein auf dem Berg Inari (稲荷山) entzündete. Der Yanagawa-Klan (柳川藩) eröffnete 1771 eine Grube am neben dem Berg Inari (稲荷山) gelegenen Berg Hirano (平野山). 
Als der Miike-Klan (三池藩) 1856 eine Kohlenmine auf dem an den Berg Hirano angrenzenden Berg Haeyama (生山) eröffnete, kam es zu einem Grenzstreit. 1873 entschied das Industrieministerium (工部省), dass diese Kohlenminen als staatliche Minen geführt werden sollten. 1875 wurden sie unter die Kontrolle der Abteilung für Bergbauarbeiter-Wohnheime des Industrieministeriums gestellt, womit der Bergbau als Miike-Mine begann. 1876 wurde unter der Leitung des britischen Ingenieurs Frederick Anthony Potter der Oura-Schacht (大浦竪坑) ausgehoben, und auch in Miyahara (宮原) und Manda (万田) wurden neue Minen ausgehoben, wodurch die Modernisierung der Kohleminen begann.
1889 wurde das Bergwerk an Mitsui & Co. verkauft und das Unternehmen mit dem Namen „Miike-Tankō“ (三池炭礦) mit Dan Takuma als Manager gegründet. Das Kohlefeld wurde in der Hauptebene und zwei weiteren Ebenen abgebaut. Da sich alle Abbaugebiete unterhalb der Ariake-See befanden, wurden zur Belüftung und zum Transport die künstlichen Inseln Hatsushima (初島) und Miikeshima (三池島) in der Meeresbucht errichtet.
Nach dem Zweiten Weltkrieg, als die Kohleindustrie zurückging, brach 1959 ein Arbeitskampf aus, der sich zu einem großen sozialen Problem entwickelte (Siehe Miike-Streik). 1963 kam es in der Mikawa-Grube zum Ausbruch von eingeschlossenem Kohlenstoffmonoxid, bei dem 458 Menschen ums Leben kamen. Die Mine wurde am 30. März 1997 wegen sinkender Kohlenachfrage geschlossen. Nach der Schließung der Mine wurden zugehörige Einrichtungen als national wichtige Kulturgüter und historische Stätten ausgewiesen. Im Jahr 2015 wurden die Miyanohara-Grube und die Manda-Grube als Weltkulturerbe innerhalb der „Stätten der industriellen Meiji-Revolution Japans: Eisen- und Stahl-, Schiffbau- und Kohleindustrie“ registriert.

## Bilder

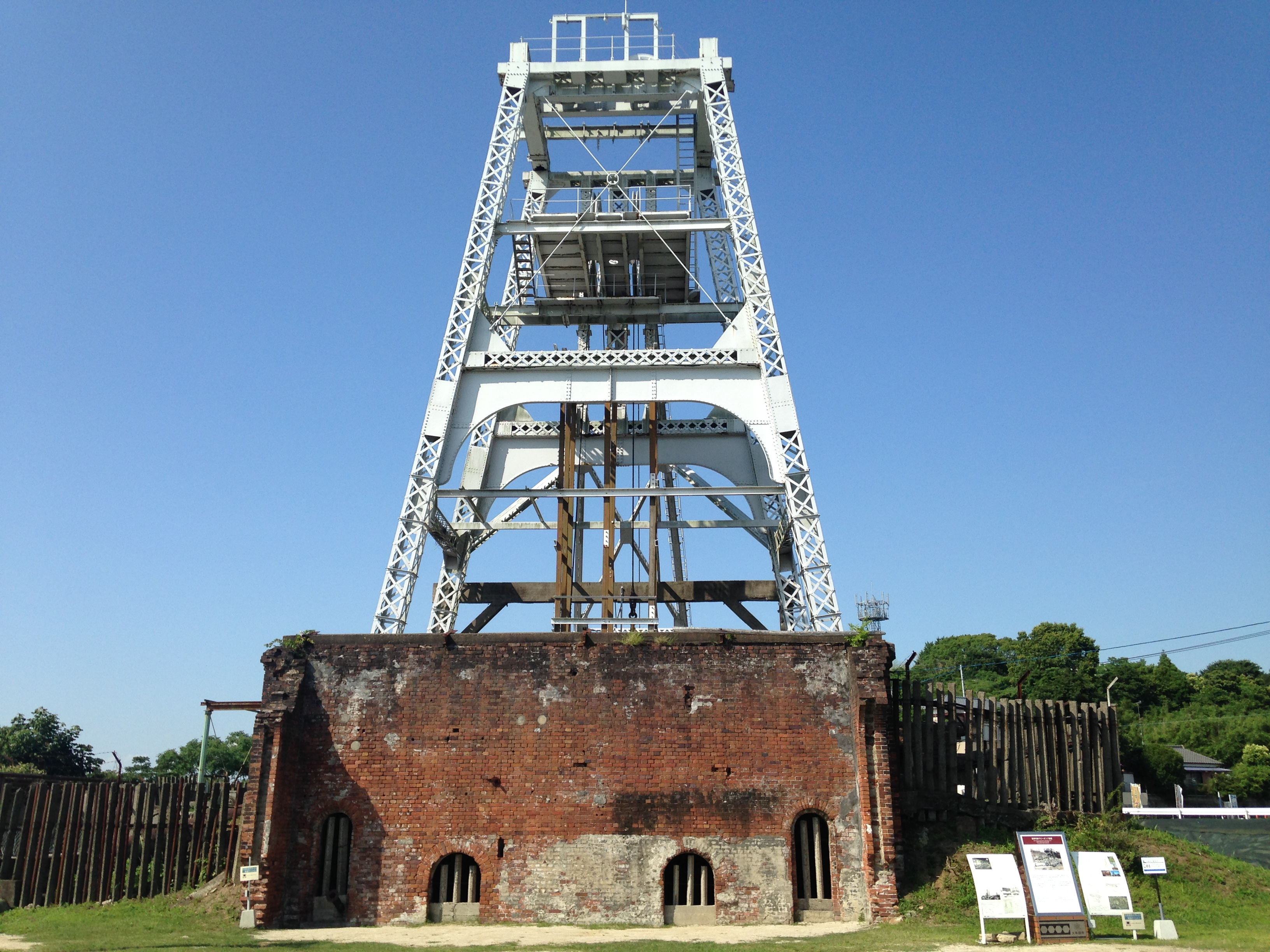
Minohara-Bergwerk, SW
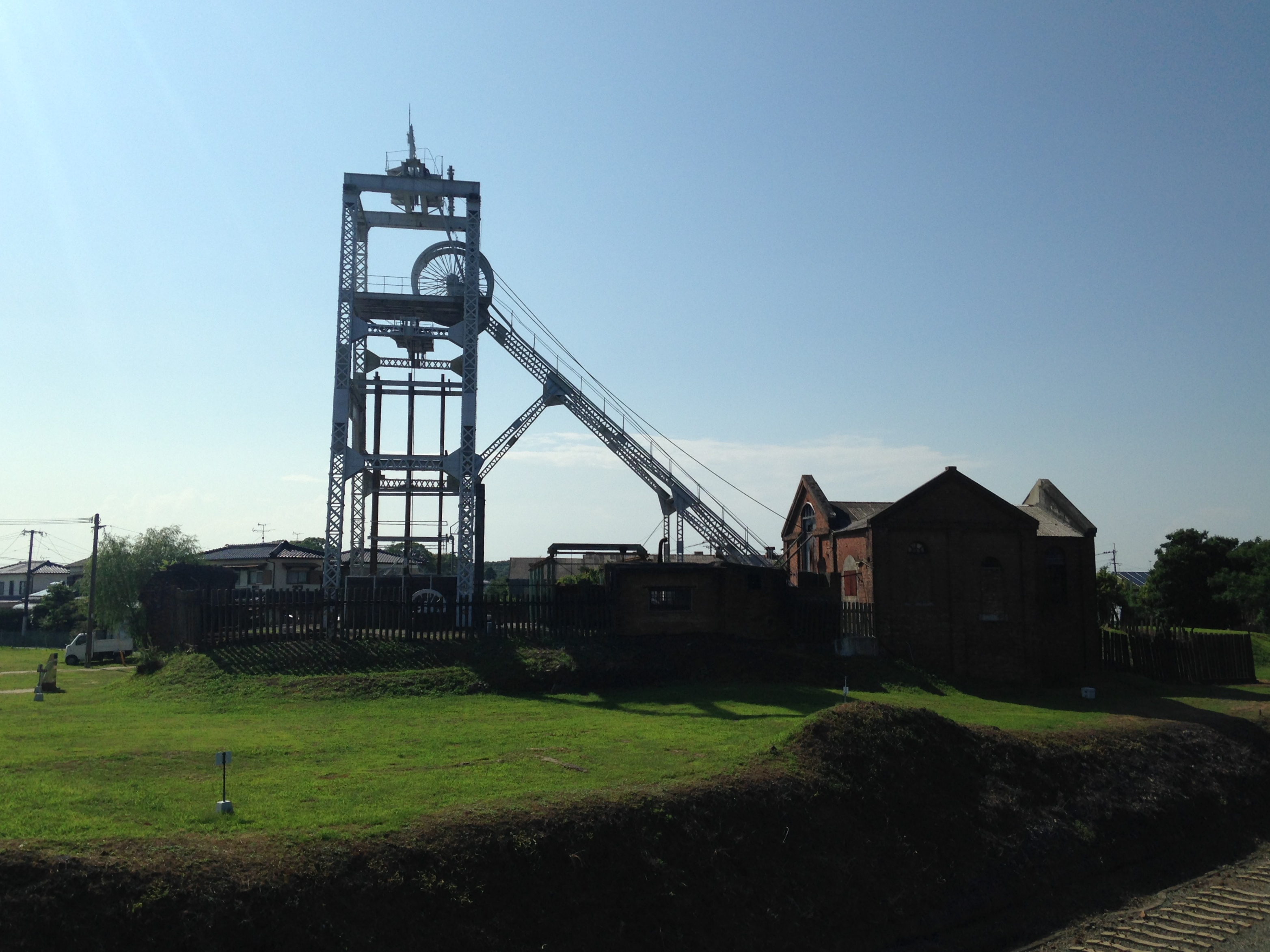
Minohara-Bergwerk, SO
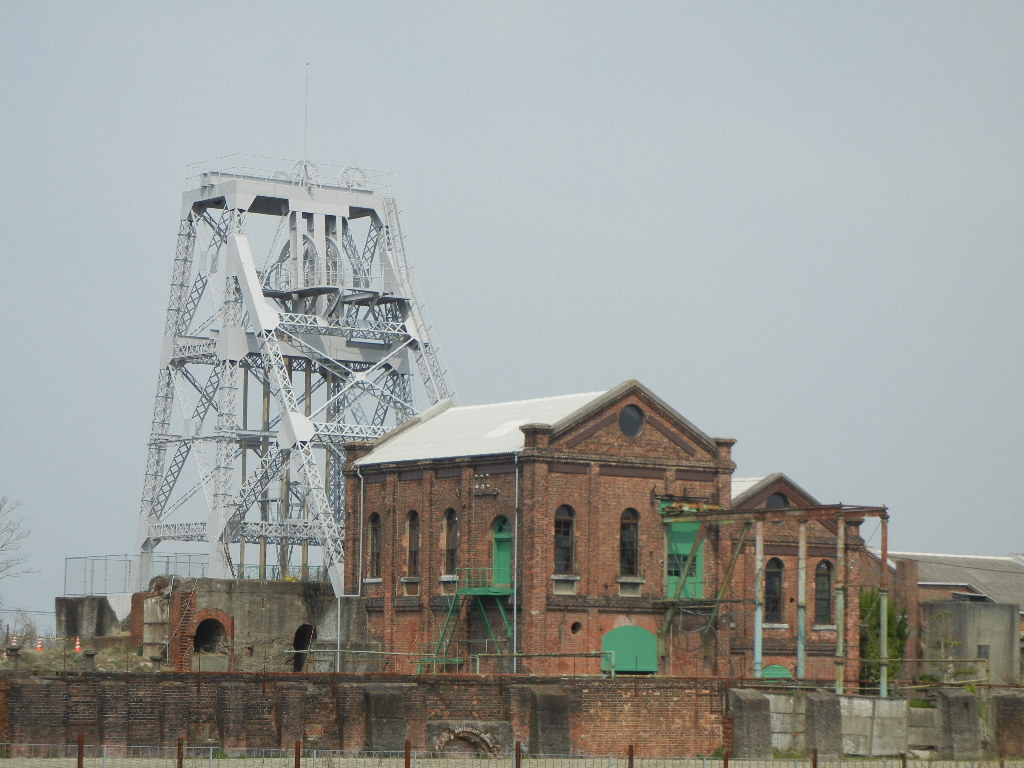
Manda-Bergwerk
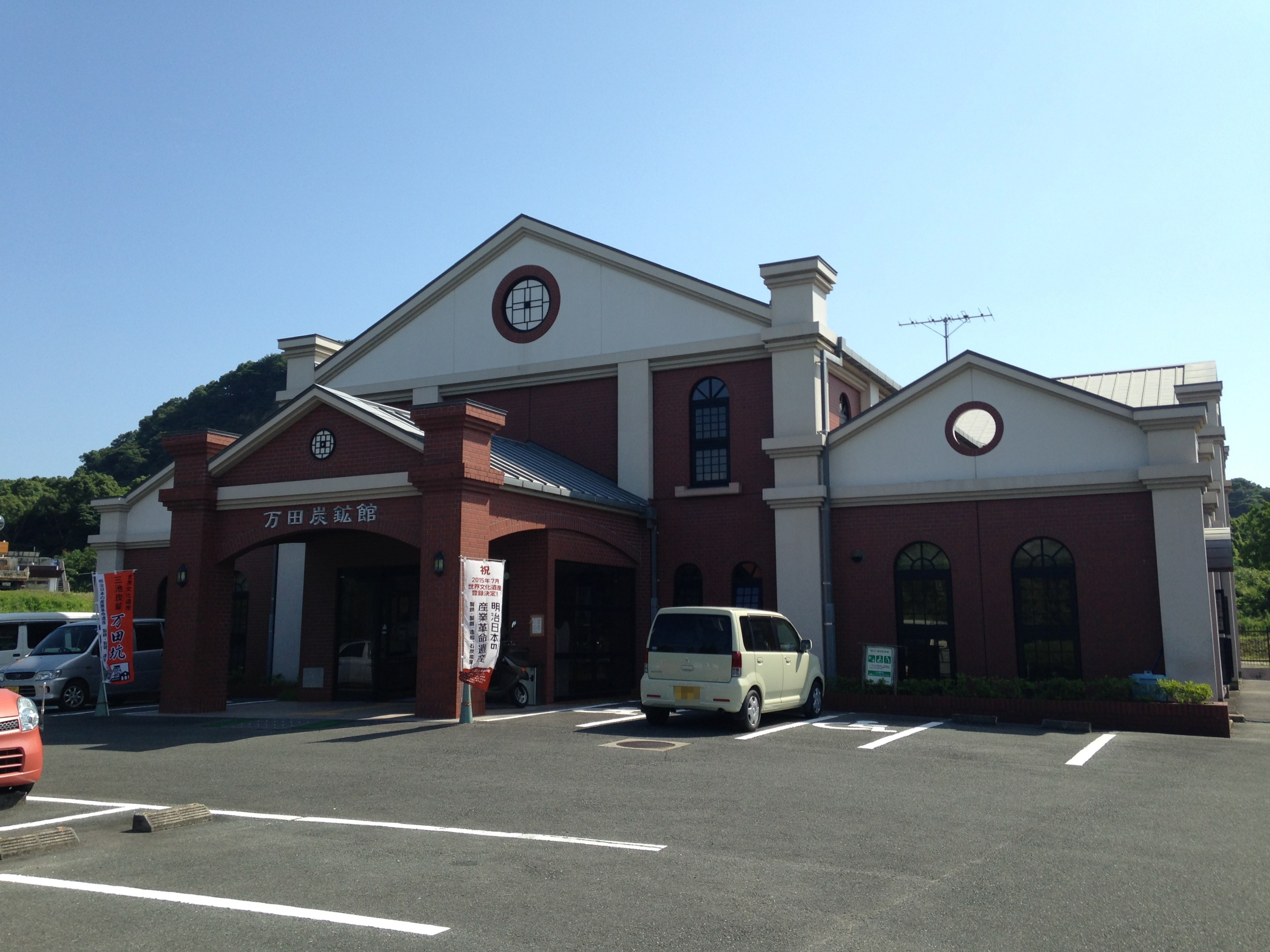
Manda-Museum